# Geher-Länderkampf der Männer 1973 Großbritannien – BR Deutschland
| 1. Leichtathletik-Länderkampf mit bundesdeutscher Beteiligung 1973 | 1. Leichtathletik-Länderkampf mit bundesdeutscher Beteiligung 1973 |
| ------------------------------------------------------------------ | ------------------------------------------------------------------ |
|                                                                    |                                                                    |
| Geher-Vergleich der Männer: Großbritannien – BR Deutschland        |                                                                    |
| Austragungsort                                                     | Warley Town                                                        |
| Wettbewerbe                                                        | 2                                                                  |
| Datum                                                              | 27. Mai                                                            |
| 1. FRG 2. GBR                                                      | 24 Punkte 20 Punkte                                                |
| Chronik                                                            |                                                                    |
| ← letzter LK 1972: 00FRG-SWE Geher (M)                             | FRG-NLD/FRG-ROU (F) →                                              |

Der erste Vergleich des Länderkampfjahres 1973 war ein Länderkampf der Geher. Gegner am 27. Mai in Warley Town war wie schon im ersten Länderkampf des Vorjahres in Bremen ein Team aus Großbritannien. Die Bilanz der beiden Länder in Zweiländerkämpfen der Geher lautete zwei zu eins für die Bundesrepublik Deutschland. Die erste Begegnung 1969 hatten die Briten für sich entschieden, die  zweite 1970 und dritte im letzten Jahr war an die Bundesrepublik Deutschland gegangen. Außerdem hatte 1968 ein Dreiländerkampf der Geher mit britischer und bundesdeutscher Beteiligung stattgefunden, den Großbritannien gewonnen hatte.

## Wettbewerbe und Modus
Wie gewohnt standen zwei Wettbewerbe auf dem Programm, das Straßengehen über 20 und diesmal anstelle des Wettkampfs über die damalige olympische Distanz von 50 Kilometern wieder der Wettkampf über 35 Kilometer. Jede Nation konnte je Wettbewerb vier Geher stellen, von denen die drei Besten gewertet wurden. Großbritannien trat in Bremen nur mit je drei Gehern an, die alle in die Wertung kamen. Die Punkte wurden folgendermaßen verteilt: 1. Platz: 7 P / 2. Pl.: 5 P / 3. Pl.: 4 P / 4. Pl.: 3 P / …

## Ergebnis
Auf beiden Distanzen gab es bundesdeutsche Einzelsieger. Auf der 20-Kilometer-Strecke belegten die britischen Geher die Ränge zwei, drei sowie fünf und kamen so auf elf Wertungspunkte. Die bundesdeutschen Athleten erreichten mit ihren Plätzen eins, vier und sechs ebenfalls elf Punkte. Über 35 Kilometer summierten sich die Ränge eins, zwei und sechs auf dreizehn Punkte der bundesdeutschen Vertreter, während Großbritannien mit den Plätzen drei bis fünf auf neun Punkte kam. So gab es einen Sieg für die Bundesrepublik Deutschland, der allerdings mit 24 zu zwanzig Punkten deutlich knapper ausfiel als im Vorjahr.

## Legende
Kurze Übersicht zur Bedeutung der Symbolik – so üblicherweise auch in sonstigen Veröffentlichungen verwendet:
| DSQ | disqualifiziert |

## Resultate

### 20-km-Straßengehen
| Platz | Athlet             | Land | Zeit (h)  |
| ----- | ------------------ | ---- | --------- |
| 1     | Bernd Kannenberg   | FRG  | 1:32:31,2 |
| 2     | John Warhurst      | GBR  | 1:32:40,2 |
| 3     | Roger Mills        | GBR  | 1:34:44,2 |
| 4     | Heinz Mayr         | FRG  | 1:36:29,8 |
| 5     | John Webb          | GBR  | 1:37:10,2 |
| 6     | Manfred Kolvenbach | FRG  | 1:38:42,6 |
| 7     | Bill Sutherland    | GBR  | 1:40:44,2 |
| DSQ   | Julius Müller      | FRG  |           |

### 35-km-Straßengehen
| Platz | Athlet            | Land | Zeit (h)  |
| ----- | ----------------- | ---- | --------- |
| 1     | Gerhard Weidner   | FRG  | 2:51:54,6 |
| 2     | Heinrich Schubert | FRG  | 2:53:05,4 |
| 3     | Bob Dobson        | GBR  | 2:55:59,0 |
| 3     | E. Taylor         | GBR  | 2:59:11,4 |
| 5     | Roy Thorpe        | GBR  | 2:59:37,2 |
| 6     | Jürgen Schönfeld  | FRG  | 3:07:35,8 |
| 7     | Lothar Milden     | FRG  | 3:11:54,0 |
| 8     | Shaun Lightman    | GBR  | 3:20:28,2 |